# جبار برگشته
جبار برگشته (به انگلیسی: Gabbar Is Back) فیلمی محصول سال ۲۰۱۵ و به کارگردانی کریش است. در این فیلم بازیگرانی همچون آکشی کومار، شروتی حسن، سومان، سونیل گروور، جایدیپ اهلاوات، کارینا کاپور، سنو سود ایفای نقش کرده‌اند.

## خلاصه داستان
فردی به نام جبار تصمیم می‌گیرد تا فساد اداری را ریشه کن کند. او از مردم می‌خواهد تا فاسدترین فرد در هر اداره را معرفی کنند او افراد فاسد را می کشد و همین امر موجب کاهش فساد و همچنین ترس افراد فاسد از نام جبار می‌شود و.......